# Amanda Nunes
Amanda Lourenço Nunes (Pojuca, 30 de maio de 1988) é considerada a maior lutadora de MMA de todos os tempos. É uma ex lutadora brasileira de artes marciais mistas, ex-campeã da categoria peso-pena feminino e ex-campeã da categoria peso-galo feminino do Ultimate Fighting Championship, sendo a primeira mulher da história do MMA a conquistar duplo-cinturões no UFC. Amanda é ainda a primeira atleta assumida lésbica campeã do UFC.
Amplamente considerada uma das maiores lutadora feminina de MMA de todos os tempos, Nunes é a única mulher a se tornar campeã de duas divisões do UFC e a terceira lutadora a conquistar títulos do UFC em duas categorias de peso simultaneamente, depois de Conor McGregor e Daniel Cormier. Ela também é a única lutadora na história do UFC a defender dois títulos em duas categorias de peso diferentes, mantendo-os ativamente ao mesmo tempo.

## Biografia
Amanda nasceu em uma pequena cidade no Estado da Bahia chamada Pojuca, que fica a cerca de 70 km de Salvador. Ela começou a treinar Boxe aos 16 anos de idade e começou a treinar jiu-jitsu brasileiro após ser convidada para o dojo pela sua irmã, que também era praticante do esporte.

## Carreira no MMA
Nunes fez sua estreia nas artes marciais mistas em 8 de março de 2008 no Prime MMA Championship 2. Ela enfrentou Ana Maria e foi derrotada por por uma chave de braço no primeiro round.
Amanda venceu cinco lutas seguidas, todas por nocaute, e fez sua estreia no Strikeforce em 7 de janeiro de 2011 no Strikeforce Challengers: Woodley vs. Saffiedine em Nashville, Tennessee. Ela derrotou a canadense Julia Budd por nocaute em apenas 14 segundos.
Nunes morou em Nova Jersey em 2011 e treinou na AMA Fight Club. Posteriormente se mudou para Miami, na Flórida, e passou a representar a academia MMA Masters. Após derrota para Cat Zingano optou por integrar a American Top Team, equipe em que permanece até os dias atuais.
Ela competiu nas divisões de 135 e 145 libras e afirmou que pretendia lutar na divisão de 135 libras no futuro.
Nunes era esperada para enfrentar Julie Kedzie no Strikeforce: Overeem vs. Werdum em 18 de junho de 2011 em Dallas, Texas. A luta, porém, foi cancelada após Nunes sofrer uma lesão no pé.
Amanda enfrentou Alexis Davis em 10 de setembro de 2011 no Strikeforce: Barnett vs. Kharitonov. Ela perdeu a luta por nocaute técnico no segundo round. No primeiro round, Nunes começou forte com golpes duros, mas rapidamente cansou. No segundo round, Amanda estava exausta no começo do round. Enquanto tentava uma queda ela foi revertida, onde Alexis foi capaz de conseguir a posição de montada para finalizar Amanda com golpes.
Era esperado que Nunes enfrentasse Milana Dudieva no Invicta FC 2: Baszler vs. McMann em 28 de julho de 2012. Porém, Milana Dudieva teve que se retirar da luta devido à uma doença em 9 de julho e Nunes foi colocada para enfrentar Leslie Smith. Leslie Smith também teve que se retirar da luta com uma lesão e Amanda enfrentou Raquel Pa'aluhi. Nunes venceu a luta por finalização técnica no primeiro round.
Amanda assinou para enfrentar Cat Zingano no Strikeforce: Melendez vs. Healy em 29 de setembro de 2012, mas a o evento foi cancelado quando Gilbert Melendez, que defenderia seu título contra Pat Healy, lesionou seu joelho nos treinos e foi obrigado a se retirar do card.
Em 5 de janeiro de 2013, Nunes retornou para o Invicta Fighting Championships para enfrentar Sarah D'Alelio no Invicta FC 4: Esparza vs. Hyatt. Amanda perdeu a luta por decisão unânime.
Nunes iria enfrentar Kaitlin Young no Invicta FC 5 em 5 de abril de 2013, porém ela lesionou seu braço e foi forçada a se retirar da luta.

### Ultimate Fighting Championship
Amanda fez sua estreia no octógono do UFC contra Sheila Gaff no UFC 163 em 3 de agosto de 2013 no Brasil e venceu de forma convincente por nocaute técnico no primeiro round, sendo também a primeira brasileira a vencer no UFC.
Nunes fez sua segunda aparição no UFC ao vencer Germaine de Randamie em 6 de Novembro de 2013 no UFC: Fight for the Troops 3 por nocaute técnico no primeiro round.
Estava programado que Amanda enfrentasse Alexis Dufresne, em 19 de abril de 2014, no UFC on Fox: Werdum vs. Browne. Porém, com a lesão de Shayna Baszler, Nunes foi movida para a luta contra a veterana Sarah Kaufman em 16 de abril de 2014 no UFC Fight Night: Bisping vs. Kennedy. No entanto, Nunes se lesionou e foi retirada da luta.
Amanda enfrentou Cat Zingano em 27 de setembro de 2014 no UFC 178. Zingano derrotou a Amanda por nocaute técnico no terceiro round.
Ela enfrentou a veterana Shayna Baszler em 21 de março de 2015 no UFC Fight Night: Maia vs. LaFlare e venceu por nocaute técnico no primeiro round após acertar um chute que machucou o joelho da adversária, ela deu sequência com socos até o árbitro interromper a luta.
Nunes enfrentou a ex-desafiante Sara McMann em 8 de agosto de 2015 no UFC Fight Night: Teixeira vs. St. Preux. Ela venceu a luta por finalização no primeiro round com um mata-leão após conseguir atordoar McMann com socos. Nunes ainda faturou o prêmio de Performance da Noite.
A lutadora está determinada a ser a melhor de todos os tempos e, com os últimos feitos, tudo indica que pode acontecer. Recentemente Amanda Nunes foi mencionada como um dos componentes da lista divulgada pelo UFC de melhores lutadores da década (2010-2019), a única mulher brasileira.

#### Cinturão do Peso-Galo no UFC 200
Amanda Nunes foi a primeira brasileira a se tornar campeã do UFC. A "Leoa" surpreendeu ao finalizar Miesha Tate com um mata-leão ainda no primeiro round da luta principal do histórico UFC 200, em Las Vegas, no dia 9 de julho de 2016.

#### UFC 207
No dia 30 de dezembro de 2016, em Las Vegas, Amanda Nunes nocauteou a estrela norte-americana Ronda Rousey, aos 48 segundos do primeiro round, com uma sequência de quatro golpes certeiros, mantendo assim o cinturão de peso galo feminino da organização.

#### UFC 213
No dia 8 de julho de 2017, Amanda enfrentaria a russa Valentina Shevchenko, valendo o Cinturão Peso-Galo Feminino do UFC na T-Mobile Arena, em Las Vegas, sendo a principal luta da noite, porém, por causa de uma enfermidade ocorrida com Nunes, a luta foi cancelada.

#### UFC 232e duplo campeonato
Em 29 de dezembro de 2018, no The Forum, em Inglewood, Amanda Nunes, campeã peso-galo, nocauteou Cris Cyborg - ex-dona do cinturão peso-pena, que não perdia há 13 anos e um mês - aos 51 segundos do primeiro round, tornando-se a primeira mulher campeã de duas categorias. 

#### UFC 239
Em 06 de julho de 2019, na T-Mobile Arena, em Las Vegas, a leoa Amanda Nunes nocauteou a americana ex-campeã peso galo Holly Holm, aos 4 minutos e 10 segundos do primeiro round com um chute alto espetacular seguido de socos e manteve seu cinturão na categoria peso galo, mantendo então o título em duas categorias do UFC, peso galo e peso pena. Com essa vitória, Nunes vencera todas as lutadoras que um dia foram campeãs do peso-galo feminino no UFC.
UFC 245
No dia 14 de dezembro de 2019, Amanda Nunes defendeu o cinturão peso galo feminino do UFC ao derrotar a ex-campeã peso pena Germaine de Randamie no UFC 245: Usman vs. Covington por decisão unânime. Com essa vitória, Nunes vencera todas as lutadoras que foram campeãs do peso-galo e peso-pena feminino do UFC.
UFC 250
No dia 6 de junho de 2020 em Las Vegas, Amanda Nunes voltou ao peso pena para defender pela primeira o cinturão contra a canadense Felicia Spencer. Amanda venceu a luta por decisão unânime ao dominar a adversária por cinco rounds. Ela se tornou a primeira lutadora (homem ou mulher) a defender ambos os cinturões simultaneamente na história do UFC.
UFC 289
No dia 10 de junho de 2023, Amanda Nunes subiu ao octógono do UFC 289, em Vancouver, no Canadá, para defender seu cinturão contra Irene Aldana, e não tomou conhecimento de sua adversária. Ela dominou todo o duelo e venceu a desafiante por decisão unânime (50-44, 50-44 e 50-43).

### Aposentadoria
Em 10 de junho de 2023, em Vancouver após derrotar Irene Aldana no UFC 289, Amanda Nunes anunciou sua aposentadoria.

## Cartel no MMA
| Cartel no MMA   |             |            |
| 28 lutas        | 23 vitórias | 5 derrotas |
| Por nocaute     | 13          | 2          |
| Por finalização | 4           | 2          |
| Por decisão     | 6           | 1          |

| Res.    | Cartel | Oponente             | Método                                               | Evento                                          | Data       | Round | Tempo | Local                       | Notas |
| ------- | ------ | -------------------- | ---------------------------------------------------- | ----------------------------------------------- | ---------- | ----- | ----- | --------------------------- | --- |
| Vitória | 23-5   | Irene Aldana         | Decisão (unânime)                                    | UFC 289: Nunes vs. Aldana                       | 10/06/2023 | 5     | 5:00  | Vancouver, British Columbia | Defendeu o Cinturão Peso Galo Feminino do UFC; Quebrou o recorde de vitórias em lutas por cinturões femininos (9); Anunciou a sua aposentadoria.                                                    |
| Vitória | 22-5   | Julianna Peña        | Decisão (unânime)                                    | UFC 277: Peña vs. Nunes 2                       | 30/07/2022 | 5     | 5:00  | Las Vegas, Nevada           | Ganhou o Cinturão Peso Galo Feminino do UFC; Igualou o recorde de vitórias em lutas por cinturões femininos (8).                                                                                    |
| Derrota | 21-5   | Julianna Peña        | Finalização (mata leão)                              | UFC 269: Oliveira vs. Poirier                   | 11/12/2021 | 2     | 3:26  | Las Vegas, Nevada           | Retorno aos Galos; Perdeu o Cinturão Peso Galo Feminino do UFC. |
| Vitória | 21-4   | Megan Anderson       | Finalização (triângulo invertido com chave de braço) | UFC 259: Blachowicz vs. Adesanya                | 06/03/2021 | 1     | 2:03  | Las Vegas, Nevada           | Defendeu o Cinturão Peso Pena Feminino do UFC. |
| Vitória | 20-4   | Felicia Spencer      | Decisão (unânime)                                    | UFC 250: Nunes vs. Spencer                      | 06/06/2020 | 5     | 5:00  | Las Vegas, Nevada           | Retorno ao Peso Pena; Defendeu o Cinturão Peso Pena Feminino do UFC; Tornou-se a primeira campeã de 2 divisões a defender ambos os cinturões simultaneamente na história do UFC.                    |
| Vitória | 19-4   | Germaine de Randamie | Decisão (unânime)                                    | UFC 245: Usman vs. Covington                    | 14/12/2019 | 5     | 5:00  | Las Vegas, Nevada           | Defendeu o Cinturão Peso Galo Feminino do UFC. |
| Vitória | 18-4   | Holly Holm           | Nocaute Técnico (chute na cabeça e socos)            | UFC 239: Jones vs. Santos                       | 06/07/2019 | 1     | 4:10  | Las Vegas, Nevada           | Retornou aos Galos; Defendeu o Cinturão Peso Galo Feminino do UFC; Performance da Noite. |
| Vitoria | 17-4   | Cristiane Justino    | Nocaute (soco)                                       | UFC 232: Jones vs. Gustafsson II                | 29/12/2018 | 1     | 0:51  | Inglewood, California       | Retornou ao Peso Pena; Ganhou o Cinturão Peso Pena Feminino do UFC; Performance da Noite; Tornou-se a primeira mulher campeã de duas categorias no UFC; Nocaute do Ano (2018); Zebra do Ano (2018). |
| Vitória | 16-4   | Raquel Pennington    | Nocaute Técnico (socos)                              | UFC 224: Nunes vs. Pennington                   | 12/05/2018 | 5     | 2:36  | Rio de Janeiro              | Defendeu o Cinturão Peso Galo Feminino do UFC; Quebrou o recorde de vitórias consecutivas nos Galos (7); Quebrou o recorde de de finalizações ou nocautes nos Galos (7).                            |
| Vitória | 15-4   | Valentina Shevchenko | Decisão (dividida)                                   | UFC 215: Nunes vs. Shevchenko II                | 09/09/2017 | 5     | 5:00  | Edmonton, Alberta           | Defendeu o Cinturão Peso Galo Feminino do UFC; Igualou o recorde de vitórias consecutivas nos Galos (6).                                                                                            |
| Vitória | 14-4   | Ronda Rousey         | Nocaute Técnico (socos)                              | UFC 207: Nunes vs. Rousey                       | 30/12/2016 | 1     | 0:48  | Las Vegas, Nevada           | Defendeu o Cinturão Peso Galo Feminino do UFC; Igualou o recorde de finalizações ou nocautes nos Galos; Performance da Noite.                                                                       |
| Vitória | 13-4   | Miesha Tate          | Finalização (mata leão)                              | UFC 200: Tate vs. Nunes                         | 09/07/2016 | 1     | 3:16  | Las Vegas, Nevada           | Ganhou o Cinturão Peso Galo Feminino do UFC; Performance da Noite. |
| Vitória | 12-4   | Valentina Shevchenko | Decisão (unânime)                                    | UFC 196: McGregor vs. Diaz                      | 05/03/2016 | 3     | 5:00  | Las Vegas, Nevada           | |
| Vitória | 11-4   | Sara McMann          | Finalização (mata leão)                              | UFC Fight Night: Teixeira vs. St. Preux         | 08/08/2015 | 1     | 2:53  | Nashville, Tennessee        | Performance da Noite. |
| Vitória | 10-4   | Shayna Baszler       | Nocaute Técnico (chute na perna e socos)             | UFC Fight Night: Maia vs. LaFlare               | 21/03/2015 | 1     | 1:56  | Rio de Janeiro              | |
| Derrota | 9-4    | Cat Zingano          | Nocaute Técnico (cotoveladas)                        | UFC 178: Johnson vs. Cariaso                    | 27/09/2014 | 3     | 1:21  | Las Vegas, Nevada           | |
| Vitória | 9-3    | Germaine de Randamie | Nocaute Técnico (socos e cotoveladas)                | UFC: Fight for the Troops 3                     | 06/11/2013 | 1     | 3:56  | Fort Campbell, Kentucky     | |
| Vitória | 8-3    | Sheila Gaff          | Nocaute Técnico (cotoveladas)                        | UFC 163: Aldo vs. Korean Zombie                 | 03/08/2013 | 1     | 2:08  | Rio de Janeiro              | Estreia no UFC. |
| Derrota | 7-3    | Sarah D'Alelio       | Decisão (unânime)                                    | Invicta FC 4: Esparza vs. Hyatt                 | 05/01/2013 | 3     | 5:00  | Kansas City, Kansas         | |
| Vitória | 7–2    | Raquel Pa'aluhi      | Finalização (mata leão)                              | Invicta FC 2: Baszler vs. McMann                | 28/07/2012 | 1     | 2:24  | Kansas City, Kansas         | Estreia no Invicta FC. |
| Derrota | 6-2    | Alexis Davis         | Nocaute Técnico (socos)                              | Strikeforce: Barnett vs. Kharitonov             | 10/09/2011 | 2     | 4:53  | Cincinnati, Ohio            | Estreia nos Galos. |
| Vitória | 6-1    | Julia Budd           | Nocaute (socos)                                      | Strikeforce Challengers: Woodley vs. Saffiedine | 07/01/2011 | 1     | 0:14  | Nashville, Tennessee        | Estreia no Strikeforce. |
| Vitória | 5-1    | Ediane Gomes         | Nocaute Técnico (socos)                              | Bitetti Combat 6                                | 25/02/2010 | 2     | 3:00  | Brasília                    | |
| Vitória | 4-1    | Vanessa Porto        | Nocaute Técnico (interrupção do córner)              | Samurai FC 2: Warrior's Return                  | 12/12/2009 | 2     | 5:00  | Curitiba                    | |
| Vitória | 3-1    | Daysee Lee           | Nocaute Técnico (socos)                              | Samurai Fight Combat                            | 12/09/2009 | 1     | 1:08  | Curitiba                    | |
| Vitória | 2-1    | Nadja Nadja          | Nocaute Técnico (socos)                              | Prime: MMA Championship 3                       | 01/07/2009 | 1     | 0:10  | Salvador                    | |
| Vitória | 1-1    | Paty Barbosa         | Nocaute Técnico (interrupção do córner)              | Demo Fight 3                                    | 24/05/2008 | 1     | 0:11  | Salvador                    | |
| Derrota | 0-1    | Ana Maria Índia      | Finalização (chave de braço)                         | Prime: MMA Championship 2                       | 08/03/2008 | 1     | 0:35  | Salvador                    | |